# Panji (príncipe)

Raden Panji Asmoro Bangun buscando a su esposa perdida, Dewi Sekartaji

Panji (antiguamente pronunciado Pandji) fue un legendario príncipe de Java Oriental, Indonesia. Su vida forma la base de un ciclo de historias javanesas, que, junto con el Ramayana y el Mahabharata, son la base de varios poemas y un género de wayang (teatro de sombras) conocido en Java Oriental como wayang gedog ("gedog" significa "máscara"). la historia de Panji ha sido la inspiración de danzas tradicionales de Indonesia, siendo las más notables las danzas topeng (máscara) de Cirebon y Malang. Las historias de Panji se han difundido de Java oriental por ser una fuente fértil para la literatura y el drama a lo largo de Malaya, una región que incluye actualmente Indonesia, Malasia, Tailandia, y Camboya.

## Características y nombres
Panji y los otros personajes en el ciclo de Panji aparecen con diferentes nombres en las diferentes versiones de la historia, incluyendo Raden Panji, Raden Inu, Inu (de) Koripan, Ino (o Hino) Kartapati, Cekel Wanengpati, y Kuda Wanengpati de Janggala. 
Panji es además hallado como el nombre de un príncipe de la monarquía en Tabanan, regida por Shri Arya Kenceng en 1414 (Babad Arya Tabanan.) En Tailandia, es llamado Inao o Enau (en tailandés: อิเหนา) o Enau (de) Kurepan, o Raden Montree.
Panji es el príncipe de Kuripan (Koripan) o Janggala. Él es usualmente representado con un casco-turbante. La máscara para representar a Panji es de aspecto tranquilo y tiene el rostro de color blanco o verde; estrecha, con ojos alargados; una nariz recta y puntiaguda; y unos delicados labios entreabiertos.
Panji está comprometido con Candra Kirana (también conocida como Sekartaji), la princesa de Daha (Kediri), quien misteriosamente desapareció en el transcurso de la boda. Más adelante, ella es llamada algunas veces Kuda Narawangsa cuando aparece disfrazada como un hombre. El principal adversario de Panji es Klono (Kelana Tunjung Seta), un feroz rey que desea a Candra Kirana y trata de someter Daha para tenerla. Otros personajes recurrentes son Gunung Sari (hermano de Candra Kirana), Ragil Kuning o Dewi Onengan (hermana de Panji, casada con Gunung Sari), Wirun,  Kartala y Andaga (parientes y compañeros de Panji).

## Sinopsis

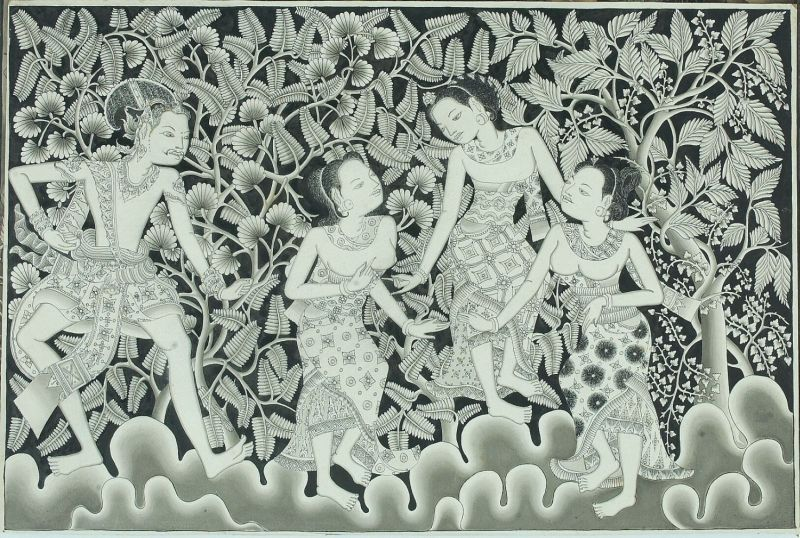
Pintura balinesa del Príncipe Panji encontrando a tres mujeres en la jungla

Existen diferentes versiones y episodios de la historia de Panji en general. En una versión, La historia principal de Panji habla sobre el romance entre el Príncipe Panji y la Princesa Kirana; y la búsqueda de Panji para hallar a su novia perdida.